# 瓦吉拉查爾亞
瓦吉拉查爾亞（尼泊尔语：bajracharya，或vajracharya），即金刚上师、金刚阿阇梨，是尼泊爾尼瓦爾人密宗祭司，尼泊爾人叫他們“古巴朱”（gu-bhaju）或“咕噜朱”（guru-ju），即是上師。他們是尼瓦爾佛教種姓中最高等人物，相當於卡斯人的婆羅門。這種姓與釋迦族有關。
一個瓦吉拉查爾亞的尼瓦爾人如要成為上師，要由兒童開始經過不同儀軌。包括薙髮與托缽行乞。雖然他們與釋迦族有關，但他們並不特別神聖，這種姓的上師也會結婚，不是全部也是出家眾。

## 資料
- 《尼泊爾-人民和文化》